# Григоренко Юрій
Григоренко Юрій (нар. 5 травня 1898, Ромни, Полтавська губернія, Російська імперія — 15 лютого 1963, Філадельфія, США) — актор, режисер.

## Біографія
Григоренко Юрій народився 5 травня 1898 року в місті Ромни Полтавської губернії, нині Сумської області. Театральну діяльність розпочав у 1923 році. Працював у пересувних театрах України. Перші спроби були здійснені в Роменському театрі, створеному відомим митцем Іваном Кавалерідзе. Працював також у театрах Марії Заньковецької, імені Тараса Шевченка, імені Петра Саксаганського. Восени 1925-го працював у Чернігівському державному драматичному театрі.
З відходом з Києва більшовиків Юрій Григоренко у жовтні 1941 очолив у столиці як мистецький керівник новостворений театр ім. Г. Затиркевич-Карпинської (у приміщенні Театру музичної комедії на В. Васильківській). До речі, Ганна Петрівна Затиркевич-Карпинська — землячка Ю. Григоренка, теж народилася в Ромнах. Театр встиг підготувати лише одну виставу — «Про що тирса шелестіла» С. Черкасенка і на початку 1942 був закритий німецьким командуванням через те, що пропагував національні та визвольні ідеї.
У роки другої світової війни (1943) Г. емігрував. Жив у Німеччині, Аргентині, США. Створив театри, які виконували українські вистави. У Регензбурзі (Німеччина) організував оперний ансамбль, де здійснив постановки вистав «Наталка Полтавка» Миколи Лисенка, «Запорожець за Дунаєм» С. Гулака-Артемовського.
У Буенос-Айресі (Аргентина) створив і очолив театральну студію імені Леся Курбаса, поставив «Лісову пісню» і «Бояриню» Лесі Українки. У ролі Лісовика в «Лісовій пісні» виступав сам Ю. Григоренко. У «Боярині» в заголовній ролі виступала Рита Григоренко. Театральна студія імені Леся Курбаса в час різдвяних свят 1951 року поставила містерію Юрія Тиса (Крохмалюка) «Не плач, Рахіле» (режисер-постановник Юрій Григоренко при художньому оформленні Ол. Климка).
Юрій Григоренко працював над театральними спогадами, фрагменти з яких під заголовком «Корифеї українського театру» (про Марію Заньковецьку, Миколу Садовського) друкувалися в українському часописі в Аргентині «Пороги» (1953, № 48-51, с. 14-16). Інший фрагмент «Режисер Лесь Курбас» вийшов друком у часописі «Молода Україна» (Торонто, 1955, ч. 27).

## Творчі досягнення
1945 р. — у Регензбурзі (Німеччина) організував оперний ансамбль, де здійснив постановки українських вистав.
1950 р. — у Буенос-Айресі (Аргентина) створив театр-студію іиені Леся Курбаса.
1946 -1948 р. — член правління, організаційний референт Об'єднання митців української сцени.